# Nabucco (gasledning)

Nabuccos placering

Nabucco var en planerad naturgasledning som skulle gå från östra Turkiet genom Bulgarien, Rumänien, Ungern och sluta i Österrike. Ledningen skulle transportera gas från resurser i Azerbajdzjan och Turkmenistan.
2013 övergavs planerna på ledningen, och ersattes av den planerade Trans Adriatic Pipeline från Grekland via Albanien till Italien.

## Planer och diskussion
Österrikiska OMV, ungerska MOL, rumänska Transgaz, bulgariska Bulgargaz, turkiska Botas och tyska RWE var energibolag som anslutit sig till projektet genom ett samarbetsavtal (2002) och ett samriskföretag (2005). 
Argumenten för ett genomförande av Nabucco var att Europa inte skulle vara lika beroende av Rysslands gasleveranser. EU importerade 2009 omkring 60% av sitt gasbehov och fram till 2030 beräknas det öka till 80%. 2019 kommer minst 40% av EU:s importerade gas från Ryssland. Nabucco skulle alltså utgöra ett alternativ till ryska Gazprom och förhindra att gasbolaget får nästintill monopol på gasleveranser till Europa.
Kritiker pekade på nackdelarna med gas från Azerbajdzjan. Landet ses från vissa håll som ett "korrupt familjeföretag" och andra tror att Azerbajdzjans gas inte är tillräcklig för att tillgodose Europas behov.